# Joachim Hoell
Joachim Hoell (* 25. April 1966 in Ludwigshafen am Rhein) ist ein deutscher Autor, Lektor und Hörbuch-Regisseur.

## Leben
Sein Großvater mütterlicherseits war Kurt Angermann (1898–1978), Regierungspräsident in Königsberg/Ostpreußen (1941–1945), der dem Widerstandskreis um Claus Schenk Graf von Stauffenberg angehörte.
Hoell studierte Germanistik und Lateinamerikanistik an der Freien Universität Berlin. 1999 wurde er mit der Arbeit Mythenreiche Vorstellungswelt und ererbter Alptraum. Ingeborg Bachmann und Thomas Bernhard promoviert.
Seit 1995 verfasst er Artikel und Bücher. Er ist Mitherausgeber der Gesammelten Schriften des Philosophen Philipp Mainländer (1996–1999) und schrieb Biografien über Thomas Bernhard (2000), Ingeborg Bachmann (2001) und Oskar Lafontaine (2004). Seit 2006 erstellt er Fassungen fürs Hörbuch und führt Regie, mittlerweile sind über 400 Titel erschienen.
Er ist Lehrbeauftragter zu moderner Literatur und Hörbuch an  Universitäten und  konzeptioniert und moderiert literarisch-musikalische Programme für Veranstalter wie die lit.COLOGNE.
Neben seiner literarischen Arbeit ist Hoell auch als Fotograf tätig. Hoell lebt in Berlin.

## Veröffentlichungen

### Biografien
- Thomas Bernhard, Deutscher Taschenbuch Verlag, München 2000, 2. Auflage 2003, Hörbuch gelesen von Hermann Beil, 2 CDs, Roof Music, Bochum 2006, E-Book bei epubli, Berlin 2014, ISBN 978-3-8442-8586-4.
- Ingeborg Bachmann, Deutscher Taschenbuch Verlag, München 2001, 2. Auflage 2004, Hörbuch gelesen von Sophie Rois, 2 CDs, Random House Audio, Köln 2006, E-Book bei epubli, Berlin 2014, ISBN 978-3-8442-8587-1.
- Provokation und Politik. Oskar Lafontaine. Eine Biografie, Dirk Lehrach Verlag, Braunschweig 2004, E-Book bei epubli, Berlin 2014, ISBN 978-3-8442-8584-0.
- Thomas Bernhard. Portrét spisovatele a dramatika, ins Tschechische übertragen von Tomáš Dimter, Prostor Verlag, Praha 2004, ISBN 80-7260-102-4 (tschechisch).

### Hörbücher

#### Bearbeitungen und/oder Regie (Auswahl)
- T. C. Boyle. Wassermusik, gelesen von Christian Berkel, RHA, Köln 2007
- Louis Begley. Schmidt, gelesen von Mario Adorf, RHA, Köln 2007
- Colin Cotterill. Dr. Siri und seine Toten, gelesen von Jan Josef Liefers, RHA, Köln 2008
- Åke Edwardson. Der Himmel auf Erden, gelesen von Matthias Brandt, RHA, Köln 2009, Deutscher Hörbuchpreis 2010
- Tess Gerritsen. Die Chirurgin, gelesen von Claudia Michelsen, RHA, Köln 2009
- Adam Haslett. Union Atlantic, gelesen von Christian Brückner, Parlando, Edition Christian Brückner, Berlin 2009
- Paolo Giordano. Die Einsamkeit der Primzahlen, gelesen von Daniel Brühl, RHA, Köln 2009
- Joshua Ferris. Ins Freie, gelesen von Matthias Brandt, RHA, Köln 2010
- Melinda Nadj Abonji. Tauben fliegen auf, gelesen von der Autorin, RHA, Köln 2011, Deutscher und Schweizer Buchpreis 2010
- Robert Harris. Angst, gelesen von Hannes Jaenicke, RHA, Köln 2011
- Marc Elsberg. Blackout, gelesen von Steffen Groth, RHA, Köln 2012
- Richard Ford. Kanada, gelesen von Christian Brückner, Parlando Verlag, Berlin 2012
- Peter Buwalda. Bonita Avenue, gelesen von Benno Fürmann, Axel Milberg und Susanne Wolff, RHA, Köln 2013
- Frank Schirrmacher. EGO. Das Spiel des Lebens, gelesen vom Autor, RHA, Köln 2013
- Rüdiger Safranski. Goethe. Kunstwerk des Lebens, gelesen vom Autor und von Frank Arnold, RHA, Köln 2013
- Terézia Mora. Das Ungeheuer, gelesen von Mercedes Echerer und Ulrich Noethen, RHA, Köln 2014, Deutscher Buchpreis 2014
- Carl-Johan Vallgren. Schattenjunge, gelesen von Wolfram Koch, RHA, Köln 2014
- Thomas Gottschalk. Herbstblond. Die Autobiographie, gelesen vom Autor, RHA, München 2015
- Andy Weir. Der Marsianer, gelesen von Richard Barenberg, RHA, München 2015
- Henning Mankell. Die schwedischen Gummistiefel, gelesen von Axel Milberg, der Hörverlag, München 2016
- Delphine de Vigan. Nach einer wahren Geschichte, gelesen von Martina Gedeck, RHA, München 2016, nominiert für den Deutschen Hörbuchpreis 2017
- Orhan Pamuk. Diese Fremdheit in mir, gelesen von Hanns Zischler, Dietmar Wunder, Devid Striesow, Walter Kreye u. a., der Hörverlag, München 2016, Nobelpreis 2006
- Arno Frank. So, und jetzt kommst du, gelesen von Devid Striesow, RHA, München 2017
- Jarret Kobek. ich hasse dieses internet, gelesen von Christian Ulmen, finch & zebra, Berlin 2017
- Mai Thi Nguyen-Kim. Komisch, alles chemisch!, gelesen von der Autorin, RHA, München 2019
- Han Kang. Deine kalten Hände, gelesen von Rike Schmid und Heikko Deutschmann, finch & zebra, Berlin 2019
- Thomas Gottschalk. Herbstbunt, gelesen vom Autor, RHA, München 2020
- Karsten Dusse. Achtsam Morden I-V, gelesen von Matthias Matschke und dem Autor, 5 Hörbücher, RHA, München 2020–2024
- Fridolin Schley. Die Verteidigung, gelesen von Devid Striesow, RHA, München 2021, nominiert für den Deutschen Hörbuchpreis 2022
- Michael Ostrowski. Der Onkel, gelesen vom Autor, Argon, Berlin 2022
- Dörte Hansen. Zur See, gelesen von Nina Hoss, RHA, München 2022, Deutscher Hörbuchpreis 2023
- Terézia Mora. Muna oder die Hälfte des Lebens, gelesen von Heike Warmuth, RHA, München 2023
- Titus Müller. Die Spionin I-III, gelesen von Oliver Brod, 3 Hörbücher, RHA, München 2021–23
- Valery Tscheplanowa. Das Pferd im Brunnen, gelesen von der Autorin, Argon, Berlin 2023
- Andrea Petković. Zeit, sich aus dem Staub zu machen, gelesen von der Autorin, finch & zebra, Berlin 2024
- Richard Powers. Das große Spiel, gelesen von Heike Warmuth und Richard Barenberg, RHA, München 2024
- Thomas Gottschalk. Ungefiltert, gelesen vom Autor, RHA, München 2024
- Han Kang. Unmöglicher Abschied, gelesen von Rike Schmid, finch & zebra, Berlin 2024, Nobelpreis 2024
- Suzanne Collins. Die Tribute von Panem L, gelesen von Nicolás Artajo, Oetinger, Hamburg 2025

### Philosophie
- Philipp Mainländer. Schriften in vier Bänden, hrsg. mit Winfried H. Müller-Seyfarth, Olms, Hildesheim 1996–1999, ISBN 3-487-09558-0

### Wissenschaft
- Der literarische Realitätenvermittler. Die Liegenschaften in Thomas Bernhards Roman »Auslöschung«, VanBremen, Berlin 1995, E-Book bei epubli, Berlin 2014, ISBN 978-3-8442-8585-7
- Thomas Bernhard – eine Einschärfung, hrsg. mit Alexander Honold und Kai Luehrs-Kaiser, Vorwerk 8, Berlin 1998, 2. Auflage 1999, ISBN 3-930916-21-5
- Thomas Bernhard – Traditionen und Trabanten, hrsg. mit Kai Luehrs-Kaiser, Königshausen & Neumann, Würzburg 1999, ISBN 3-8260-1695-5
- Mythenreiche Vorstellungswelt und ererbter Alptraum. Ingeborg Bachmann und Thomas Bernhard, VanBremen, Berlin 2000, 2. Auflage 2001, E-Book bei epubli, Berlin 2014, ISBN 978-3-8442-8539-0